# Spongia mexicana
Spongia mexicana är en svampdjursart som beskrevs av Hyatt 1877. Spongia mexicana ingår i släktet Spongia och familjen Spongiidae. Inga underarter finns listade i Catalogue of Life.